# Дерць
Дерць (пол. Derc, нім. Derz) — село в Польщі, у гміні Єзьорани Ольштинського повіту Вармінсько-Мазурського воєводства.
Населення — 205 осіб (2011).
У 1975-1998 роках село належало до Ольштинського воєводства.

## Демографія
Демографічна структура станом на 31 березня 2011 року:
|          | Загалом | Допрацездатний вік | Працездатний вік | Постпрацездатний вік |
| -------- | ------- | ------------------ | ---------------- | -------------------- |
| Чоловіки | 105     | 17                 | 78               | 10                   |
| Жінки    | 100     | 18                 | 66               | 16                   |
| Разом    | 205     | 35                 | 144              | 26                   |